# Wanderer
Wanderer (Вандерер) — з 1885 року німецький виробник велосипедів, мотоциклів та автомобілів. Штаб-квартира розташована в місті Хемніц. 29 червня 1932 року відбулося злиття фірм DKW, Audi, Wanderer і Horch в єдиний концерн Auto Union. У 1942 році компанія припинила виробництво автомобілів. Нині компанія займається поштовими послугами, продажами автомобільних запчастин та пакувальної тари.

## Заснування компанії. Виробництво велосипедів
26 лютого 1885 року два молодих чоловіки — Йоганн Баптист Вінкльгофер і Ріхард Адольф Єніке, засновують у місті Хемніц фірму «Winklhofer & Jaenicke — Chemnitzer Velociped-Depot», яка займається продажем і обслуговуванням велосипедів. Вінкьлгофер сам був велосипедистом та інструктором з управління цими механізмами, а Єніке — механік, який, до того ж, 3 роки практикувався в США.
Спочатку вони продавали велосипеди британської фірми Rudge (з великим переднім колесом), які закуповували на батьківщині Вінкльгофера в місті Мюнхені, тобто чисто перепродували велосипеди, які, до речі, коштували до 500 марок, при тому, що робітник тоді аробляв 90 марок на місяць. Однак, не дивлячись на таку ціну, попит на велосипеди зростає, фірма розширюється. Взимку 1886 року компаньйони проєктують велосипед власної конструкції і в січні 1887 року, перейменувавши компанію в «Chemnitzer Veloziped-Fabrik Winklhofer & Jaenicke», починають продавати велосипеди під маркою «Wanderer», що перекладається як «Мандрівник» (в Англії марка «Rover» перекладається точно так само).
Незабаром «Вандерер» стали настільки шанованими велосипедами, що на них пересіла сім'я німецького імператора, а це знову-таки реклама. У 1888 році фірма переходить на виробництво «низьких» велосипедів.
У 1894 році фірма купує територію в містечку Шенау, завод зі складськими територіями був побудований через рік, у цей же час фірма отримує кредит на суму 1 млн марок і перетворюється на акціонерне товариство «Wanderer Fahrradwerke vorm. Winklhofer & Jaenicke A.G.». До речі, ціна на велосипед впала до цього часу в 10 разів. Тож фірма випускає вже не сотні велосипедів на рік, як раніше, а тисячі. Однак, не дивлячись на зростання профіту і цінності фірми, її покидає Ріхард Єніке, який входить до складу директорів. У 1898 році фірма, зіткнувшись з тим, що підрядники неякісно виготовляють деталі, вирішує сама випускати фрезерні верстати для точної обробки деталей.

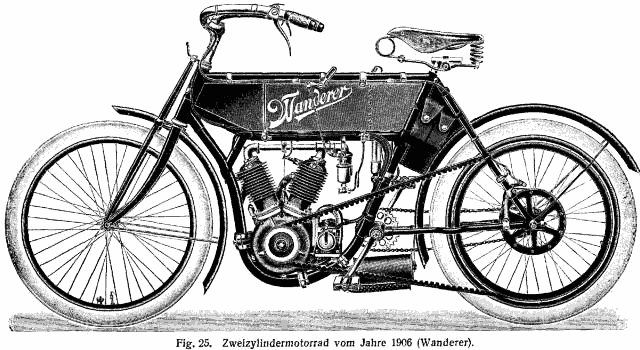
Wanderer 1.5ps

У 1900 році фірма «Вандерер» патентує в Німеччині 2-швидкісну задню зірочку, 5-ма роками раніше в США вже патентували таку, але вона виявилася незатребуваною, у Британії теж незабаром запатентували таку конструкцію, але цей патент охоплював тільки британський ринок. У 1902 році фірма починає ставити на велосипеди 1.5-сильні двохсоткубові двигуни, таким чином почавши виготовляти мотоцикли.
У цей час фірму залишає другий із засновників компанії — Йоганн Вінкльгофер. Через 2 роки компанія починає випускати друкарські машинки під маркою «Continental».

## Початок виробництва автомобілів

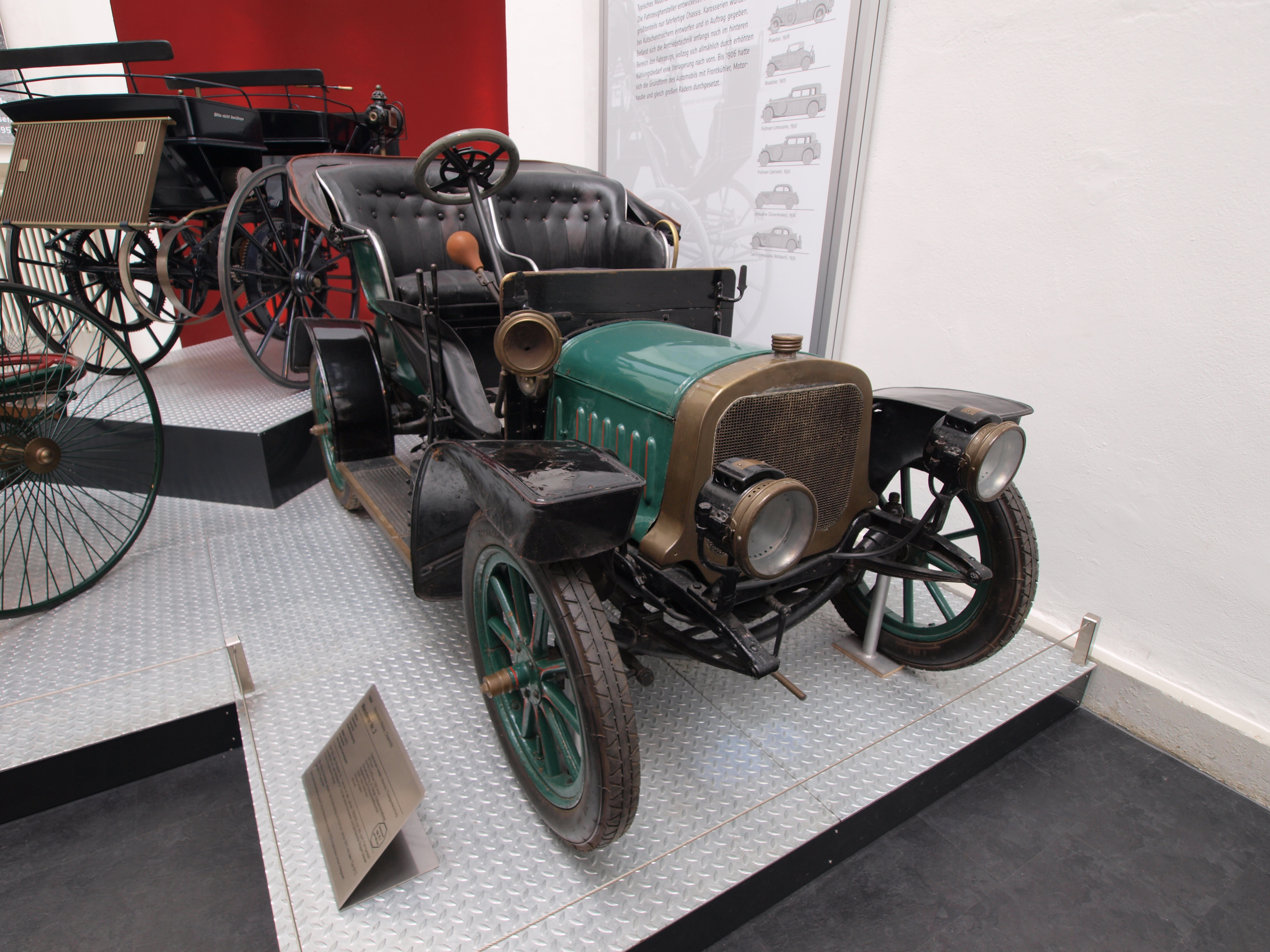
2 прототип Wanderer Wanderermobil 12PS

У 1905 році починаються роботи над першим автомобілем, проте роботи над одноциліндровим автомобілем були незавершені, коли почалися роботи над другим прототипом, у 1906 році був побудований 2-циліндровий 1.9 л 12-сильний автомобіль, який назвали Wanderermobil. Однак, не дивлячись на цілком типову конструкцію, причому з карданним приводом, фірма вирішила поки не запускати машину, сконструйовану Ріхардом Шульцем, у виробництво.
У 1908 році фірма знову змінює назву на Wanderer — Werke vorm. Winklhofer & Jaenicke AG, при тому, що засновники фірми вже покинули підприємство, їхні імена все одно були вписані в назву фірми. На початку нової десятирічки починаються ходові випробування нового прототипу, машина мала 1.15 л 4-циліндровий мотор потужністю 12 к.с. У цей час у фірму звертається один уродженець Ельзасу, який пропонує свою дуже акуратну конструкцію маленького автомобіля, однак керівництво фірми відхилило його проєкт, вирішивши запустити власне дітище. Тоді цей молодий інженер продає конструкцію фірмі «Пежо», яка, злегка модернізувавши прототип, запускає його під назвою Type BP1, або більш відомий як Веве Peugeot. Ідеться про молодого Етторе Бугатті.

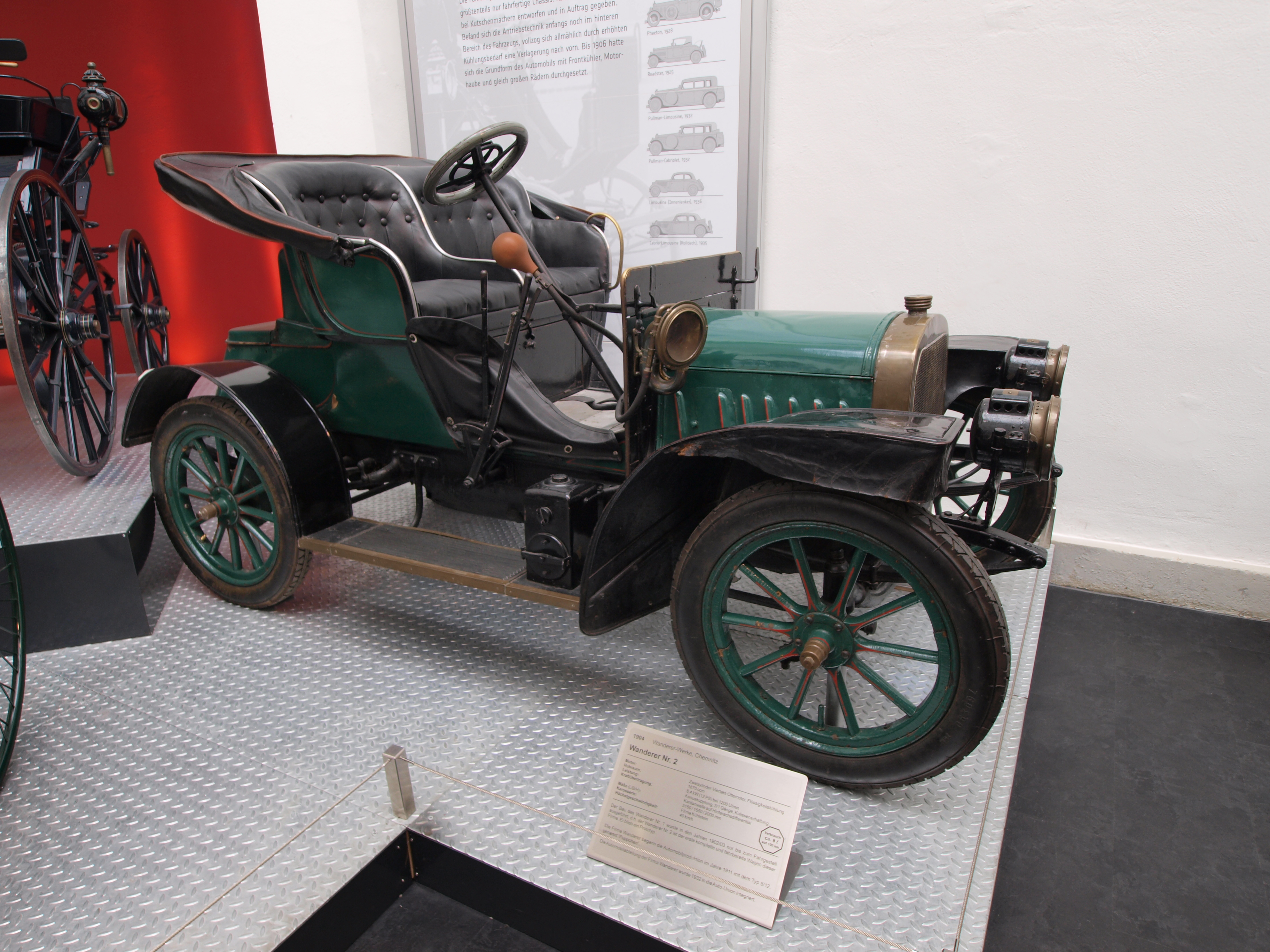
Wanderer Wanderermobil 12PS

У 1912 році нарешті машина була готова до серійного виробництва. Машина, яка отримала індекс W1, мала 1.15 л мотор, коробка передач була 3-ступінчастою, задній міст приводився в дію за допомогою кардана. Машина була 2-місною, але сидіння розташовувалися по тандемній системі (тобто один сидить за одним), дверей було 2, обидва — з лівого боку, цей тип кузова отримав позначення Н.
Маленькі дешеві машинки стали заполоняти вулички Німеччини. Практично разом з прем'єрою машини збіглася прем'єра оперети німця Жана Жильбера (справжнє ім'я композитора було Макс Вінтерфельд) — «Лялечка», або по-німецьки «Puppchen». Машина була позичена для постановки оперети в Центральному театрі Хемніца для декорацій, відразу ж після прем'єри оперети за машиною закріпилося прізвисько «Puppchen».
Через рік було вирішено збільшити потужність машинки до 15 к.с., збільшивши об'єм мотора до 1.22 л. Крім цього, виробничу програму поповнив варіант з кузовом типу N, який випускався разом з Н. Їх відмінність була в тому, що новий кузов був уже 3-місним, але водій все одно сидів один, а двоє пасажирів тіснилися на задньому дивані. Ця машина продавалася як Wanderer W2 5/15PS. У 1914 році цю машину змінила нова модель — W3 5/15PS, потужність мотора залишилася на колишньому рівні, проте об'єм уже виріс до 1.3 л. Разом з цим з'явилися 2-місні варіанти, у яких пасажир сидів поруч з водієм, з'явилися такі кузови завдяки розширеній колії коліс.

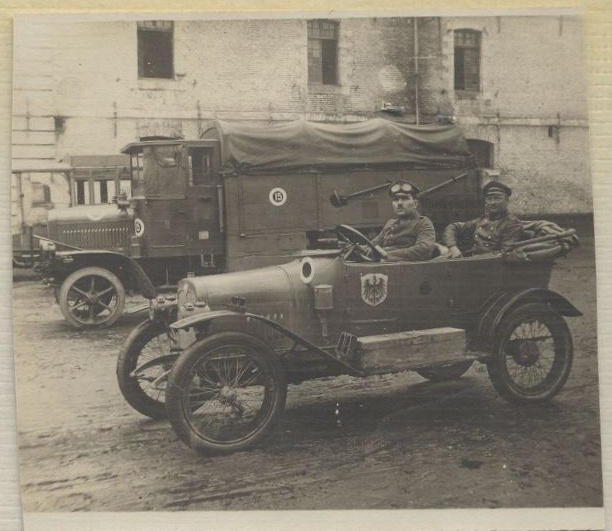
Wanderer W3 5/15PS

Коли почалася Перша світова війна, завод «Wanderer» починає постачати військам не тільки велосипеди та мотоцикли, але й ці легкі машинки, які використовувалися як тачанки для кулеметів, причому на фронт поставляли поїздами шасі цих машин, а примітивні кузови будували на місці. Так, наприклад, на території сучасної України в руки царської армії потрапив ешелон, який віз «Лялечок» на фронт, машини стали використовуватися і в російській армії.
Виробництво машин продовжилося з 1919 року, завдяки військовим замовленням на «Вандерер» їх виробництво взагалі не зупинялося, як на багатьох підприємствах, які перекваліфікувалися на виробництво вантажних машин або іншої військової продукції. У 1919 році машина піддалася ревізії, з виробничої гами зникли 2-місні тандемні кузови (H-Tourenwagen), тримісні отримують індекс «Nv», а індекс «N» закріплюється за 2-місним звичайним кузовом, крім того, клієнтам пропонується пікап на базі цієї машини. Мотор отримав верхнє розташування клапанів, а потужність 1.3 л двигуна дорівнювала вже 17 к.с. Модель W4 5/15PS продовжували випускати до 1924 року.

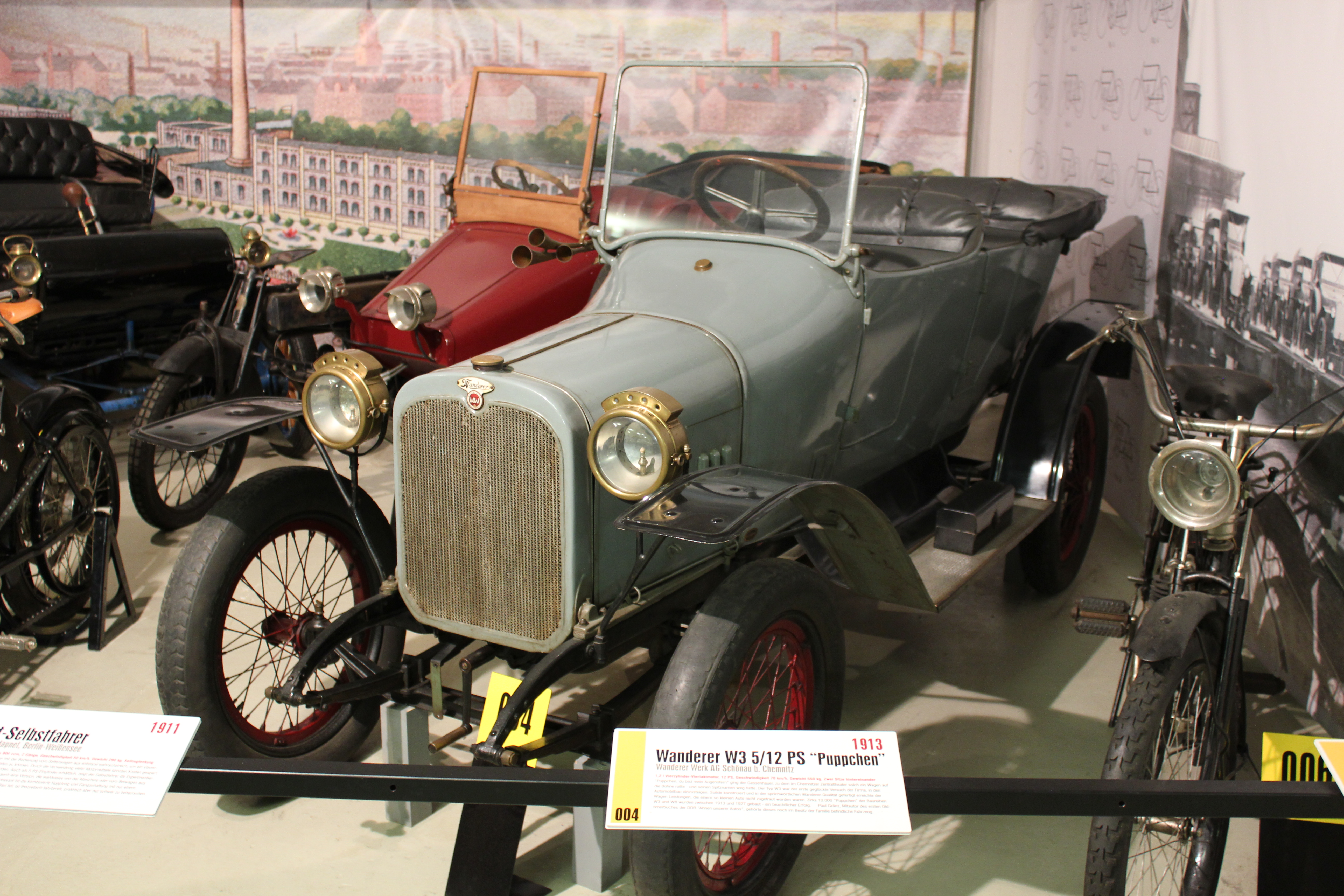
Wanderer W3 5/15PS

У 1921 році модельний ряд фірми розширюється. З'являється 1.55 л 18-сильна модель W6. Цей автомобіль оснащується вже 4-ступінчастою коробкою передач, вся технічна начинка встановлюється на раму з П-подібного профілю.
У 1923 році цю машину модернізують, потужність мотора збільшується до 24 сил. Важіль коробки передач переносять у кузов, розміщуючи його між пасажиром і водієм, ця машина отримує індекс W9 6/24PS.
Тим часом машини і мотоцикли фірми завойовують призові місця на гонках локального значення, причому приходячи до фінішу раніше продукції Benz або Fiat. У 1924 році Карл Баумайстер займає перше місце у своєму класі на гонках «Großer Solitude Bergpreis». У 1925 році Гульдріх Хаузер готує свою «Лялечку» на Тарга Флоріо, мотор машини був форсований до 40 сил, гальма були встановлені на всі колеса.
У 1925 році з'являється останнє покоління малолітражок — W8. Об'єм мотора залишився колишнім, але тепер він видає 20 к.с. Кузови пропонуються тільки в 3- і 4-місному виконанні, але через рік машина знімається з виробництва, не залишивши за собою спадкоємця.

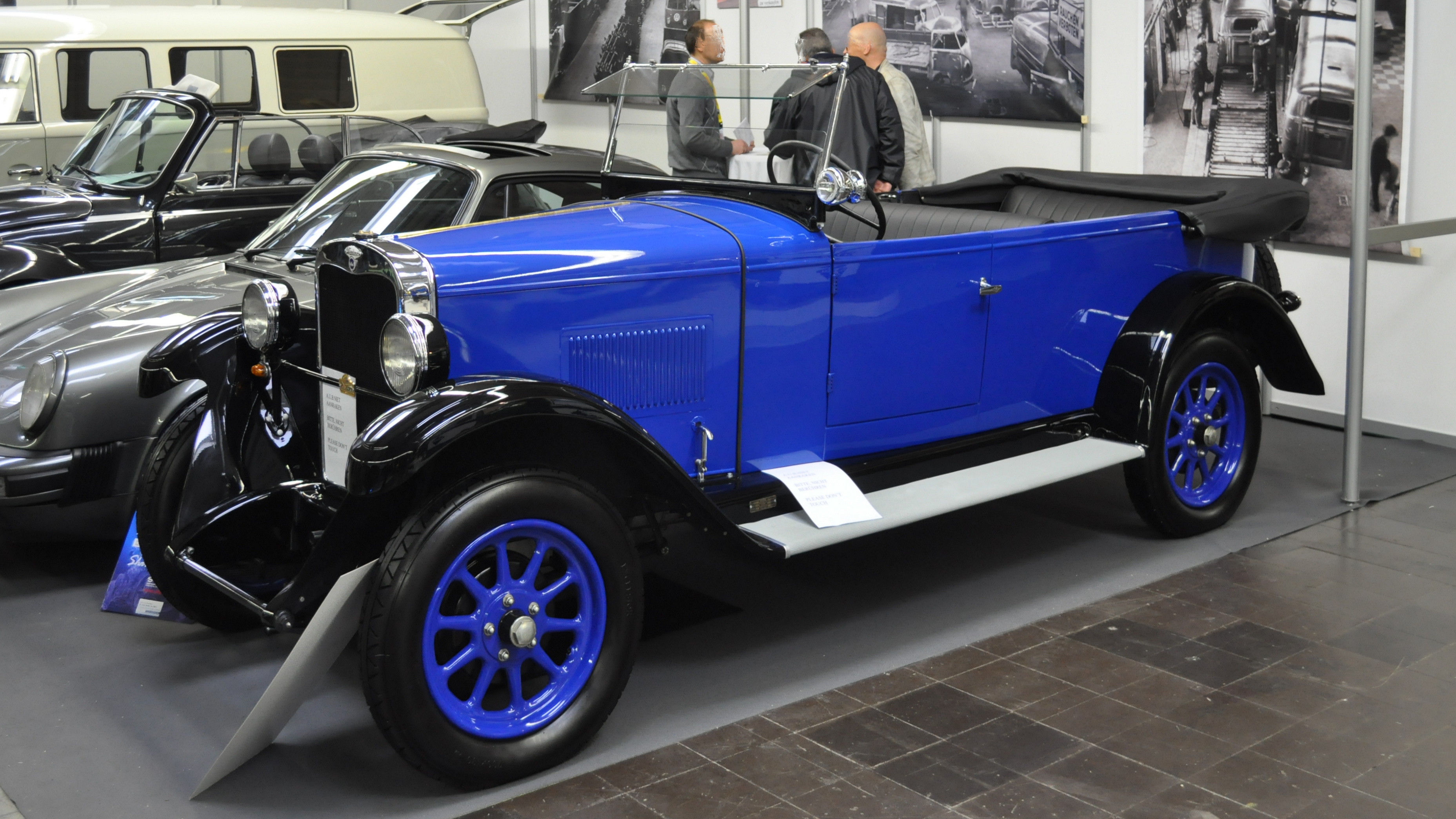
Wanderer W10/I 6/30PS Phaeton

У грудні 1925 року з'являється модель, яка замінює W9. W10/I оснащується тим же мотором 1.5 л, правда, його потужність доведена вже до 30 сил, коробка передач була 4-ступенева і з'єднана в один блок з мотором. Гальма були на всіх колесах, кермо було встановлене ліворуч, нова рама була виготовлена з П-подібного профілю. Кузови цих машин випускалися власними потужностями.
Але у зв'язку з тим, що економіка піднімалася, клієнтура стала вимагати більш солідні машини, незабаром до єдиної машини, що випускалася, додалася ще одна, на її ж шасі. Модель W10/II 8/40PS отримала 1.9 л мотор, потужністю 40 к.с., кузови для неї стали поставляти вже ательє Glässer і Reutter (до речі, фірма «Ройтер», яка була заснована в 1906 році, існує і сьогодні, але зараз вона відома під назвою Recaro).

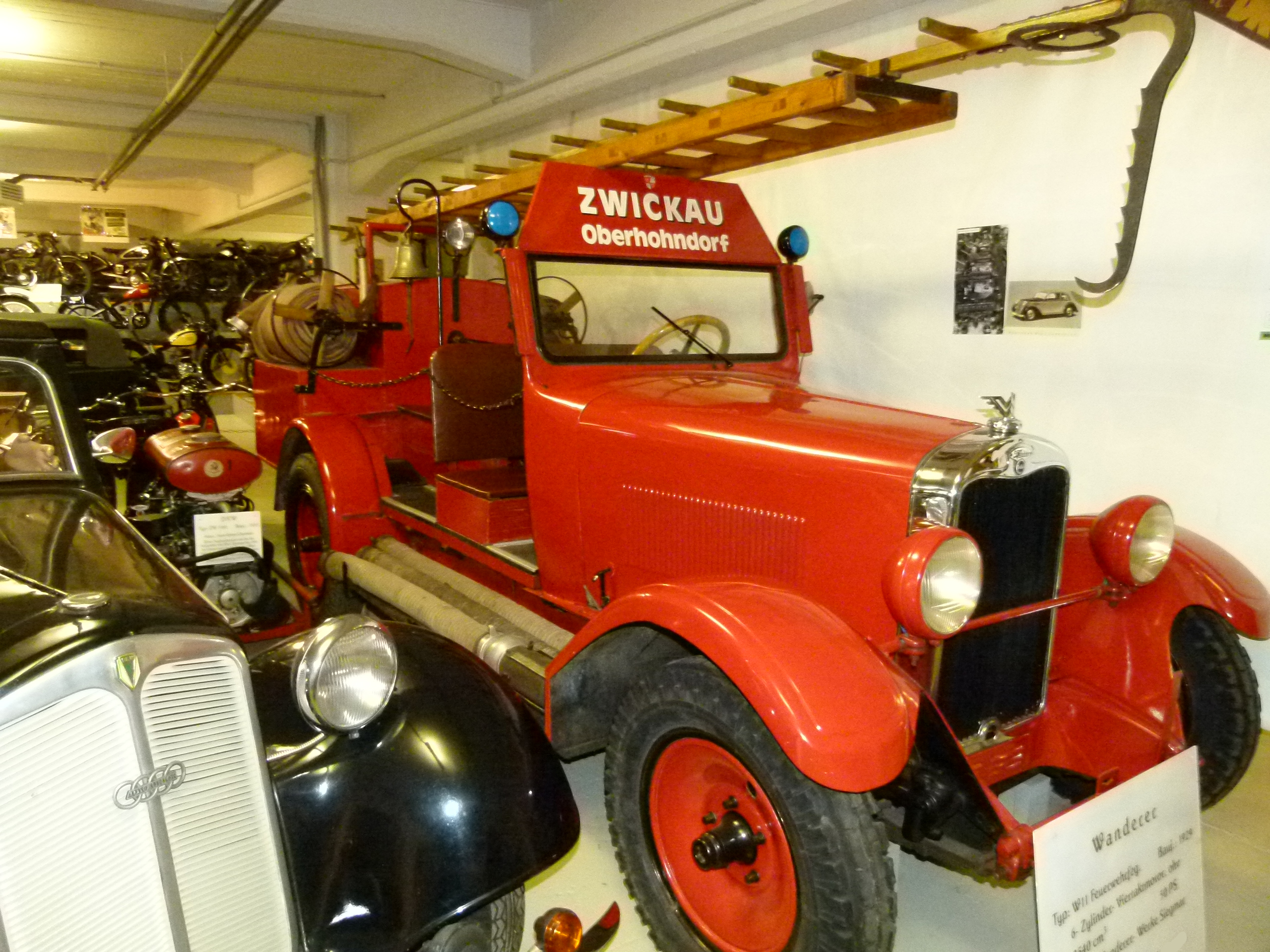
Пожежна машина на базі Wanderer W11 10/50PS

У листопаді 1928 року на Берлінському автосалоні була продемонстрована перша 6-циліндрова модель фірми. W11 10/50PS отримав 2.5 л 6-циліндровий мотор потужністю 50 сил, коробка передач була 3-ступінчастою. Ця машина стала вже конкурувати з аналогічною продукцією фірми зі Штутгарта — «Мерседес-Бенц».
Цю машину починають випускати за ліцензією у Швейцарії під маркою Martini.
У 1929 році, коли криза вдарила по промисловості Німеччини, Дрезденський банк стає господарем компанії. І не відомо, як склалися б справи у «Вандерер», якби Радянський Союз не закуповував би масово верстати цієї фірми. Але від мотоциклетного виробництва довелося відмовитися, практично весь мотоциклетний відділ був проданий іншій німецькій фірмі — NSU, а також ліцензію на ці мотоцикли купив громадянин Чехословаччини — Янечек, заснувавши фірму Jawa.

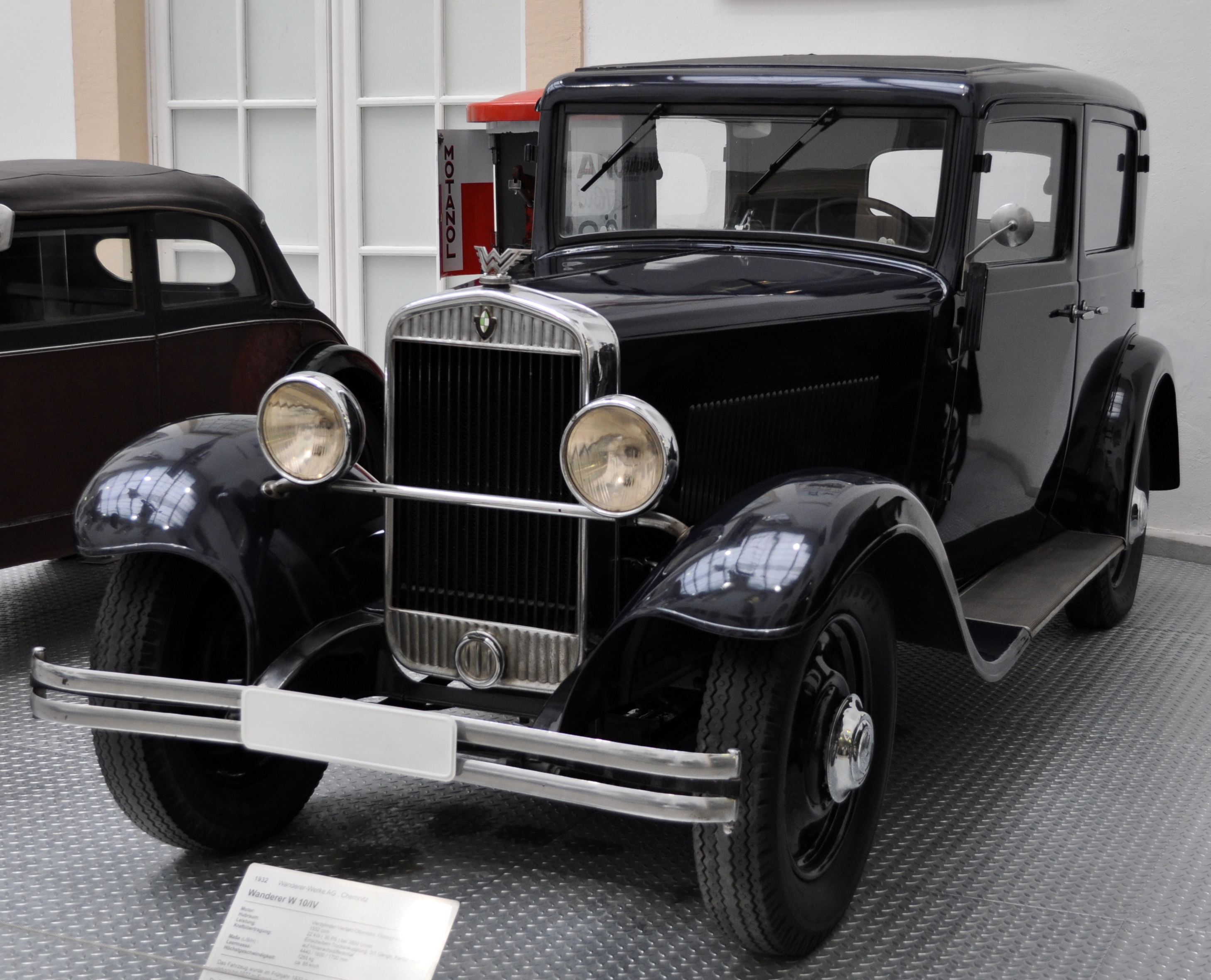
Wanderer W10/IV 6/30PS

У вересні 1930 року з'являється оновлена і в той же час здешевлена версія 10-ки — W10/IV 6/30PS, на машину був встановлений новий 1.6 л мотор потужністю 30 сил, 12-вольтова електросистема була замінена на 6-вольтову. Не дивлячись на те, що покупець може вибрати з декількох типів кузова, основна ставка робиться на 6-місний кузов ландоле, який поставляється таксопаркам.

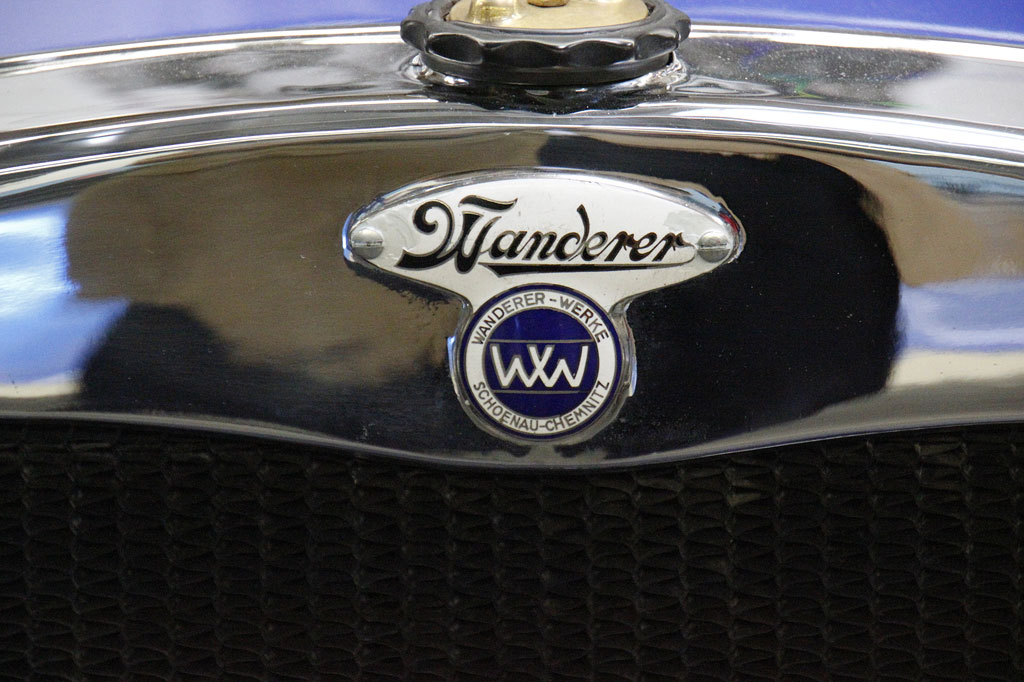
Логотип Wanderer

Незабаром, не дивлячись на те, що одну модель здешевили, з'явилась і дорога спортивна версія W14. Її рама була вкорочена в порівнянні з W11, мотор мав об'єм 3 л і потужність 65 сил, коробка передач була 4-ступінчастою, в задньому мосту був 2-швидкісний редуктор, що поставлявся фірмою «Майбах», кузови поставлялися фірмою Glässer. Автором цього автомобіля, який був проданий у перебігу 1931 року, став новий головний інженер фірми — професор Фердинанд Порше.
У 1932 році підприємство відкриває нові потужності в місті Зігмар, водночас W11 отримує нову 4-ступінчасту коробку передач фірми ZF-Aphon і рульове управління типу «черв'як і ролик», що випускається цією ж фірмою за ліцензією американської компанії «Ross Gear and Tool Inc.»

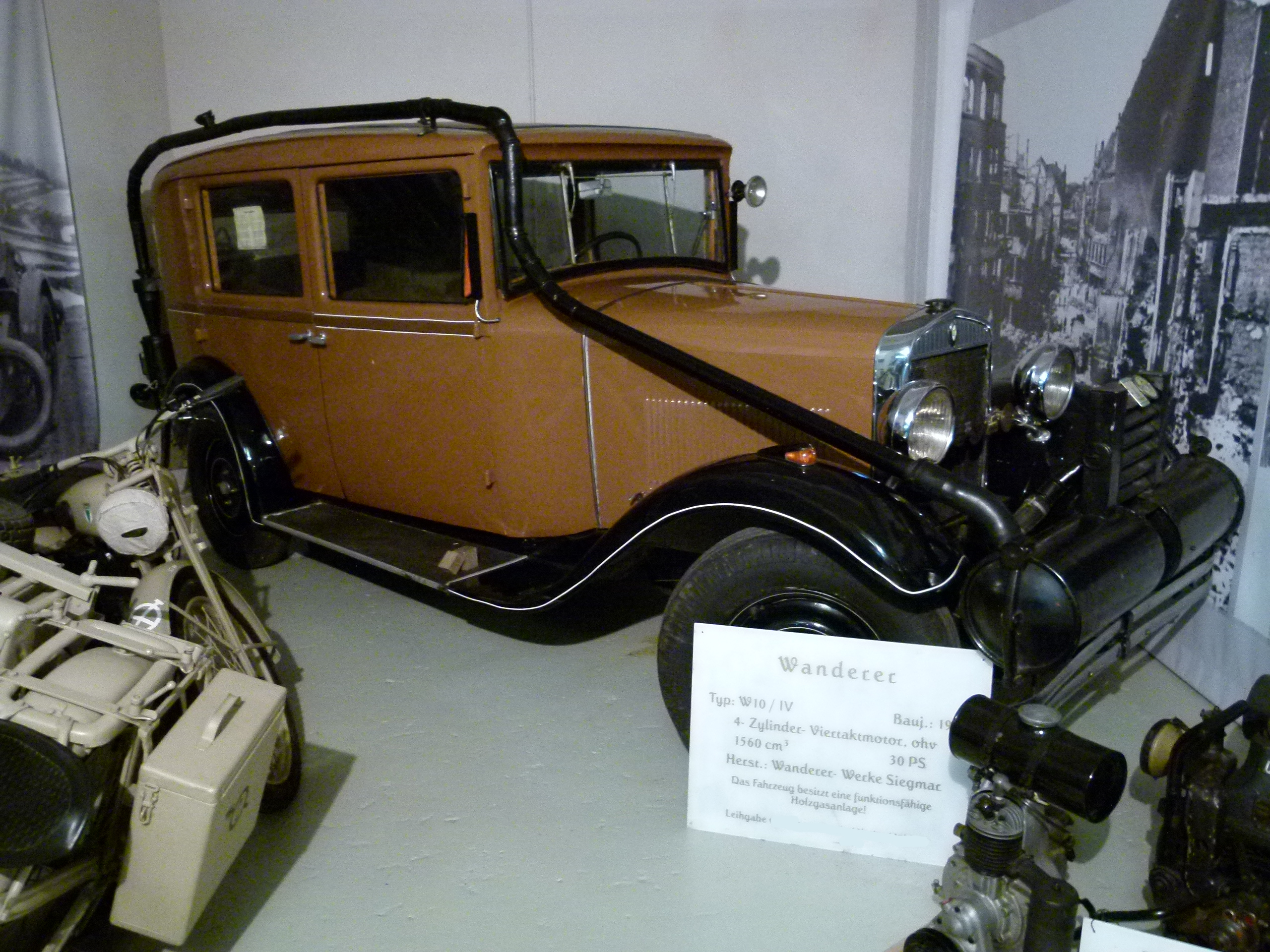
Wanderer W10/IV 6/30PS

Разом з оновленою W11 з'являється нова модель W15, яка приходить на зміну W10. Рама машини подовжується, що дозволило використовувати 6-віконні кузови, мотор 1.6 л залишається колишнім, з ним агрегатується 3-ступінчаста коробка передач, одночасно на цій же базі з'являються і творіння доктора Порше — W17 і W20, обидві машини мають 6-циліндрові мотори, перший — об'ємом 1.7 л і потужністю 35 к.с., а другий — 2-літровий з віддачею в 40 сил. Обидві 6-циліндрові моделі оснащуються 4-ступінчастою коробкою передач.

## Wanderer у складі компанії Auto Union
Наприкінці червня 1932 року фірма входить до складу концерну Auto Union, у Расмуссена вже є фірма, яка виробляє автомобілі класу «Вандерера», «Ауді», яких випускають менше, стають трішки класом вище.
Тим часом 3.25-літровий 8-циліндровий мотор з компресором, спроєктований Порше, стає непотрібний концерну (щоб не створювати внутрішньої конкуренції автомобілям марки «Хорьх»).

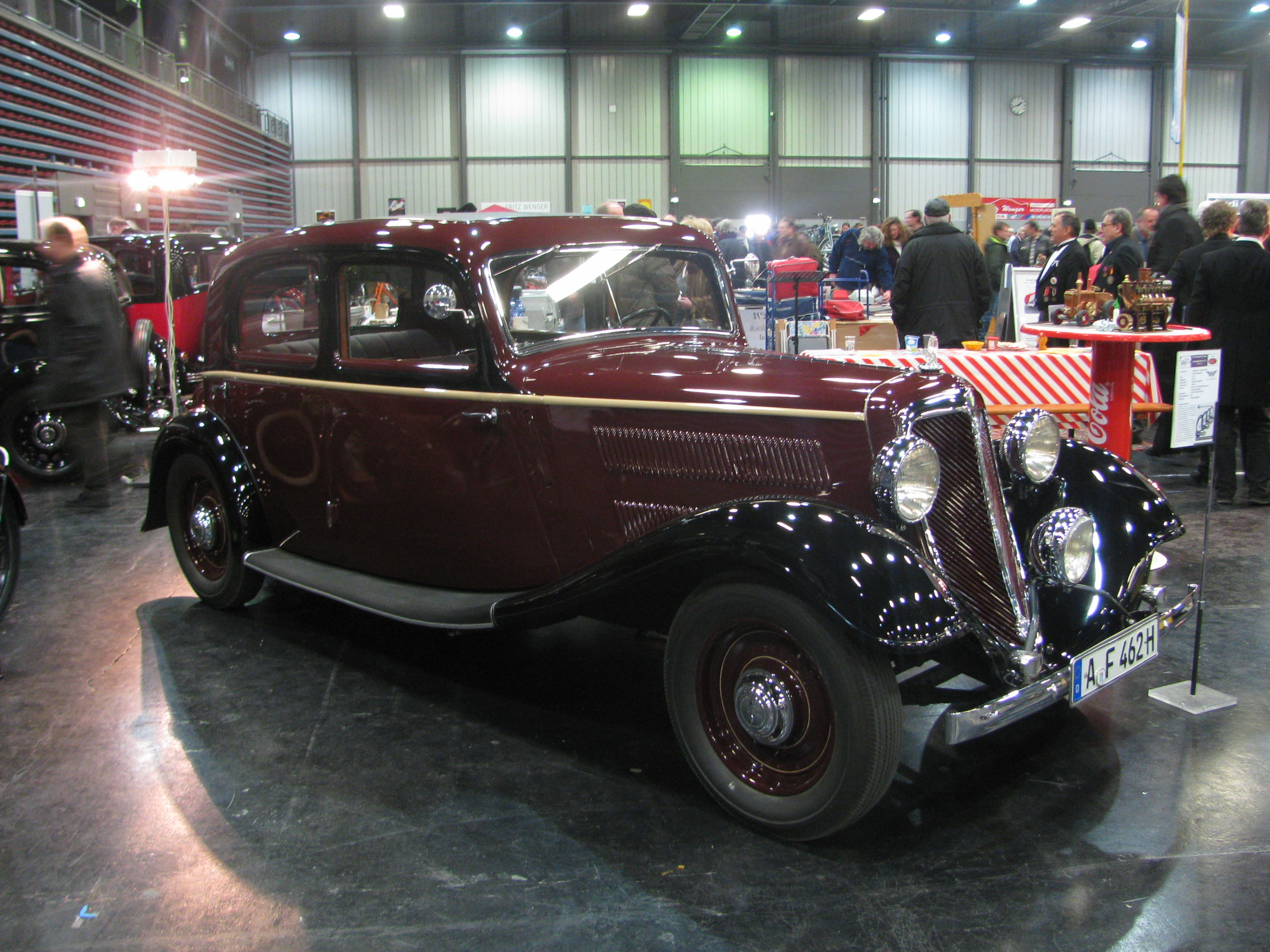
Wanderer W21 Limousine

У лютому 1933 року відбувається оновлення виробничої програми, всі моделі, вироблені до злиття, знімаються з виробництва. У серію йдуть моделі W21 і W22. Від моделей W17/W20 їх відрізняє нова більш низька рама, задня хитна підвіска на поперечній ресорі (сконструйована Порше і для «Вандерер», і для австрійського «Штайр»), гідравлічний привід гальм. На вибір обидві моделі пропонуються з кузовом седан (перша — 4-віконна, друга — з 6-ма вікнами), або 4-віконні кабріолети.
Навесні 1935 року машини перейменовуються в W235 і W240 відповідно. У першої у виробничу програму додається 4-дверний кабріолет, а у другої зменшується по 2 вікна з колишніх кузовів, седан став 4-віконним, а кабріолет — 2, також додається пульман-лімузин (з перегородкою за водієм). Разом з ними публіці були представлені моделі W245 і W250, які прийшли на зміну W11. Машини отримали нову низьку раму, таку ж задню підвіску, як на W235/W240. Під капотом був новий 2.3 л мотор потужністю 50 сил.
W245 мав 4-віконні 4-дверні кузови типу лімузин (седан) і туренваген (фаетон).

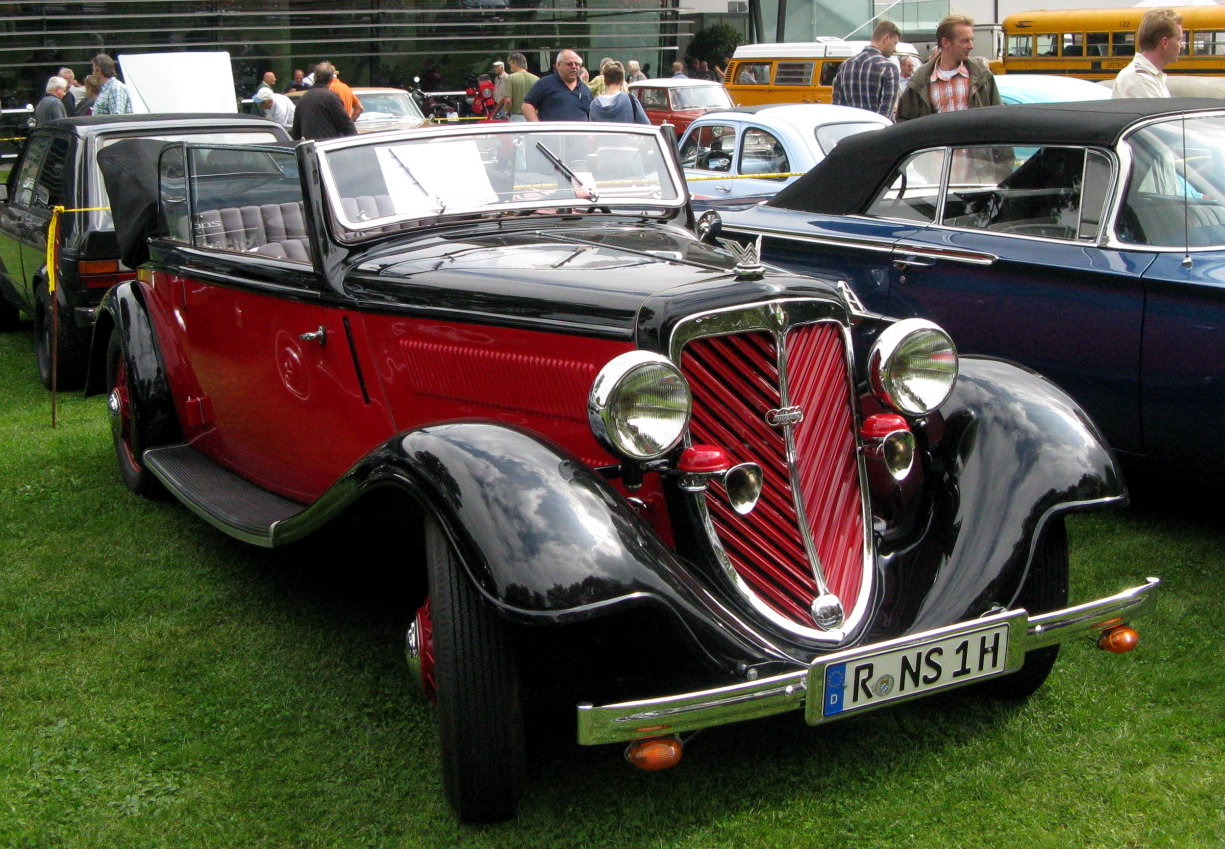
Wanderer W22

W250 мав 6-віконний 4-дверний кузов лімузин, або дводверний 4-віконний кабріолет, також можна було замовити пульман-лімузин з подовженою на 15 см базою.
Закриті кузови поставляла фірма «Ройтер», відкриті — «Глязер». До речі, ще один цікавий факт: в Англії цю марку — Wanderer, представляв князь Сергій Оболенський (до речі, веде родовід від Рюрика).

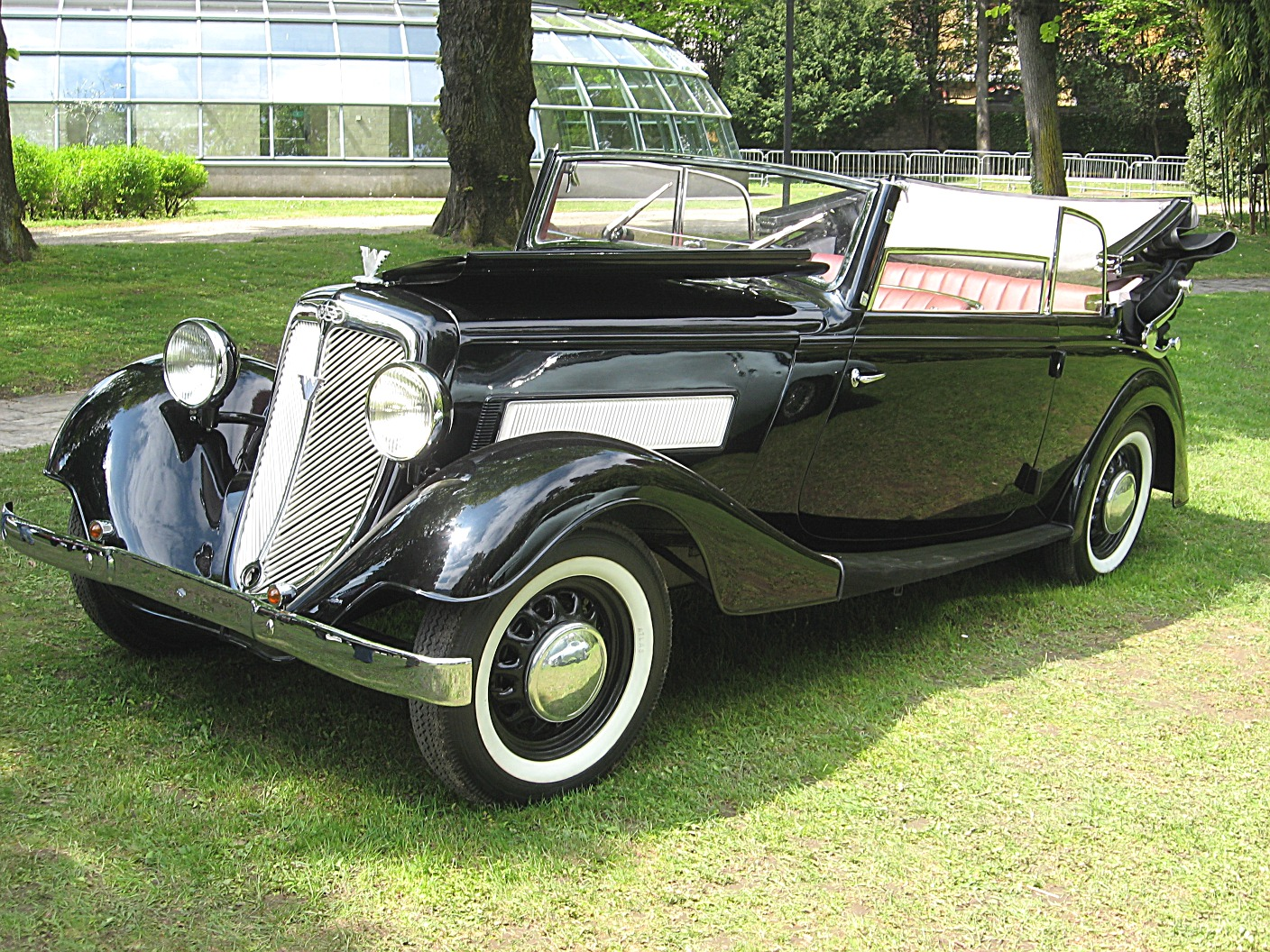
Wanderer W45 Cabriolet

У 1936 році всі машини отримують нові індекси, а разом з ними і незалежну передню підвіску. W235 став W35, W240, відповідно, — W40, W245 перетворюється в W45, і W250 — у W50. Потужність моторів у 45/50 моделі зростає до 55 сил. W45 отримує 4-віконні кузови фаетон і лімузин, а також 2-дверний 2-віконний кабріолет, W50 — 6-віконні лімузин, пульманн-лімузин і 4-віконний 2-дверний кабріолет.

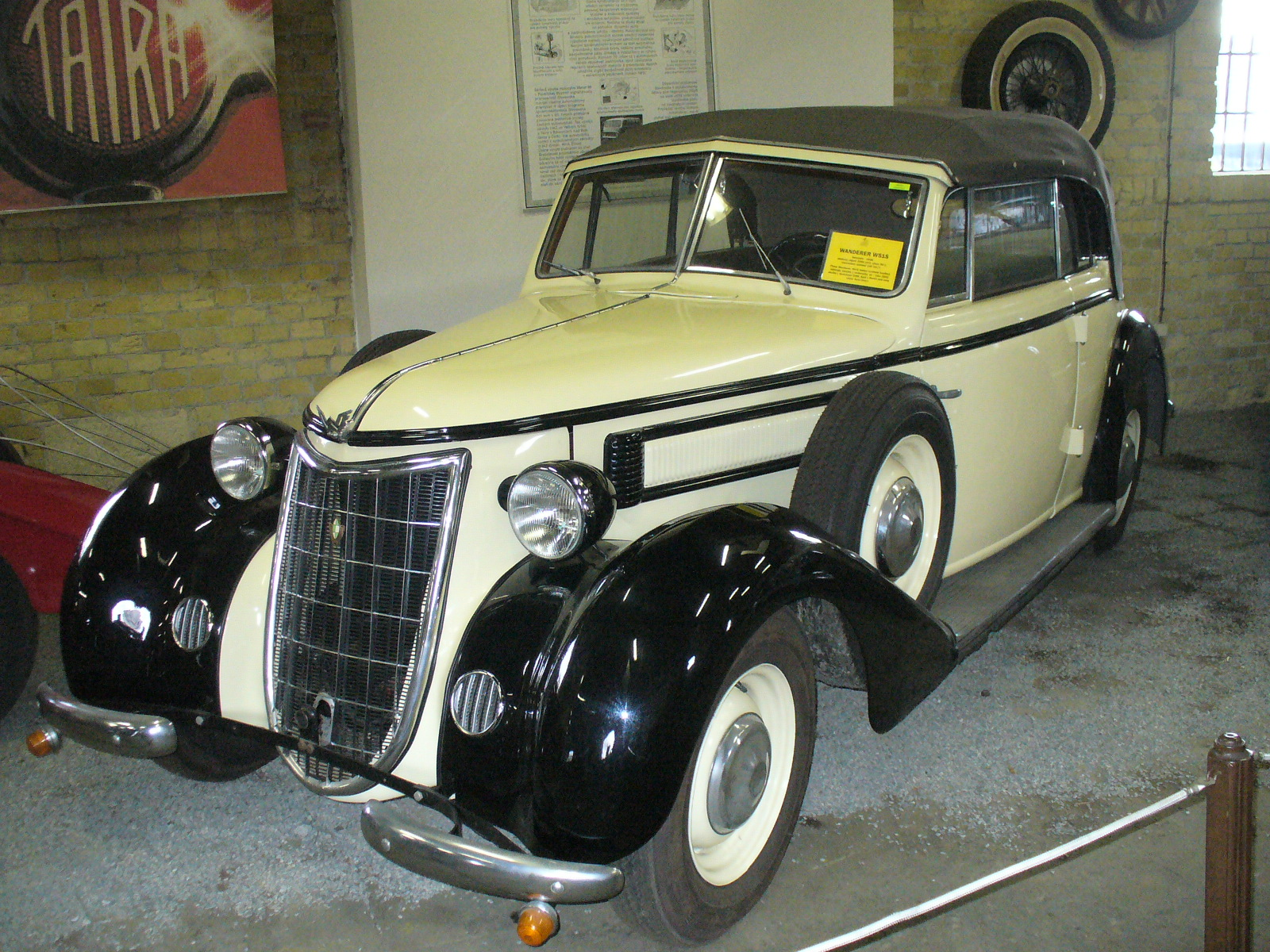
Wanderer W51S Cabriolet

Наприкінці 1936 року на базі W50 з'являється нова модель, яку продали всього в 800 примірниках — W51 Spezial, яка оснащується новими кузовами з 2-секційним лобовим склом: 6-віконним лімузином і 4-віконним дводверним кабріолетом, при рівній основі з 50 моделлю ці автомобілі були довші на 20 см базової моделі W50 і на 5 см довші подовженого W50 Pullmann-Limousine.

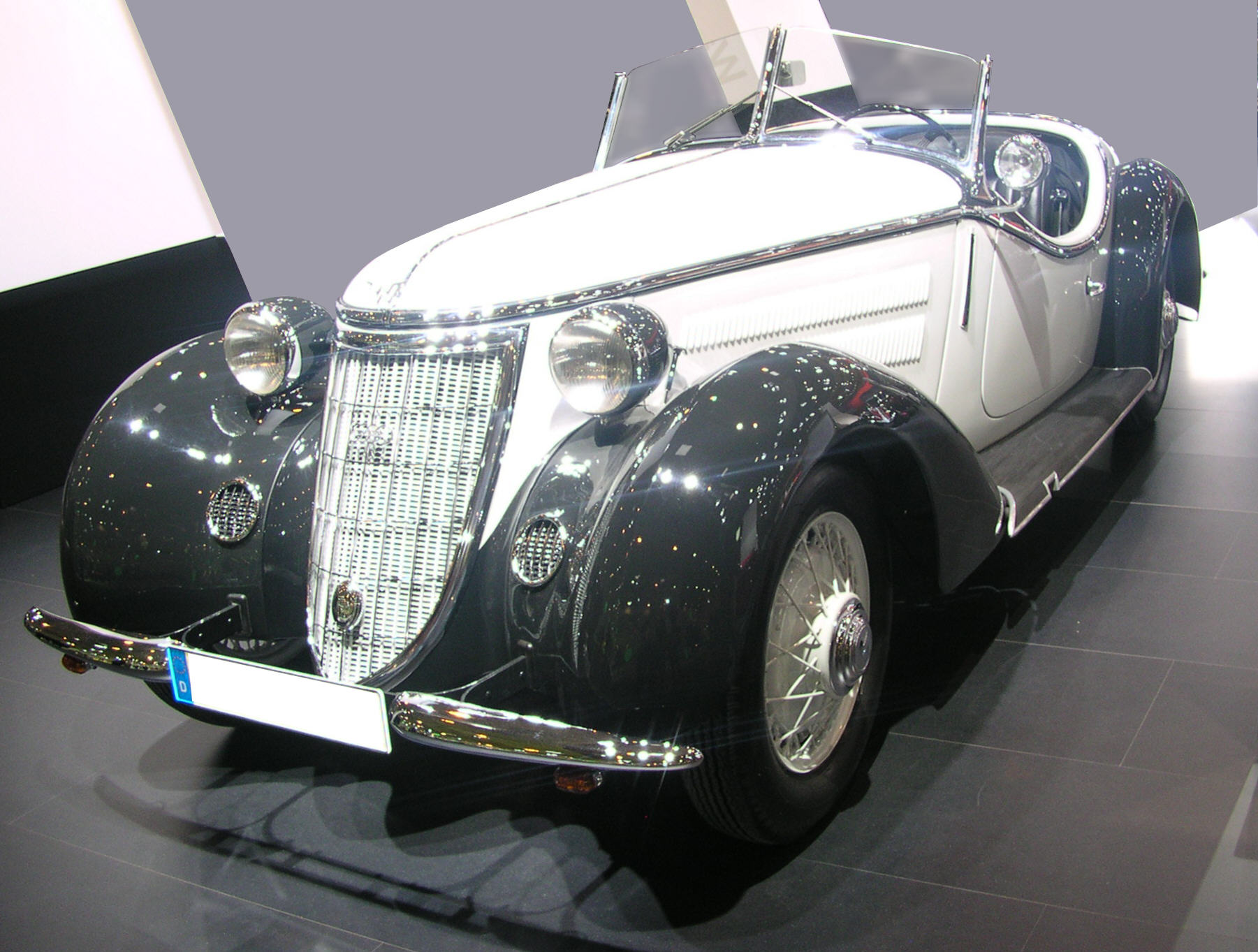
Wanderer W25K Roadster

Ще однією новою моделлю цього сезону стала модель W25К. На неї встановили 2.0 л 6-циліндровий мотор з компресором «Рутс». Автомобіль з цим мотором розвивав 85 к.с., удвічі більше базового. Машина вийшла досить швидкою, вона розвивала до 145 км/год, і складала конкуренцію BMW 328, який при об'ємі в 2.0 л розвивав атмосферні 80 сил. Кузови, що поставлялися фірмою Glässer, були 2 типів: родстер або кабріолет.
У 1937 році модельний ряд складався зі старих моделей: W40, W45, W50 і W25K, які залишилися без змін, проте незабаром до них додалися нові моделі: W23, W26 і W52, які, однак, були застарілими в порівнянні з попередниками. Дорогі верхньоклапанні мотори були замінені на нижньоклапанний об'ємом 2.7 л і потужністю 62 к.с., ззаду встановили жорстку балку з поперечною ресорою (замість хитних осей), електросистема стала 6-вольтовою.
Ці три машини оснащувалися однаковими двигунами і 4-ступінчастими коробками передач, але все ж мали деякі відмінності.

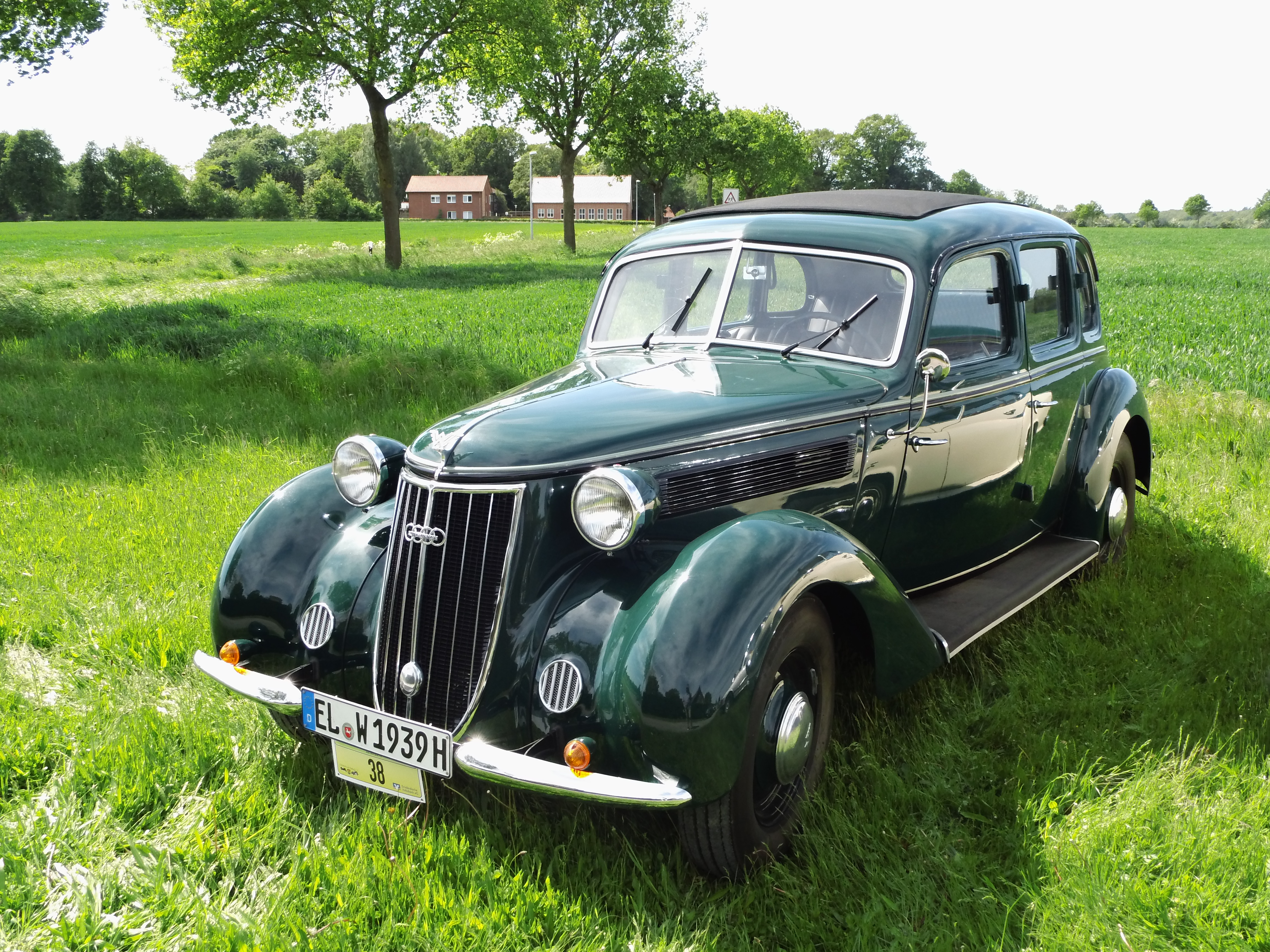
Wanderer W23 Limousine

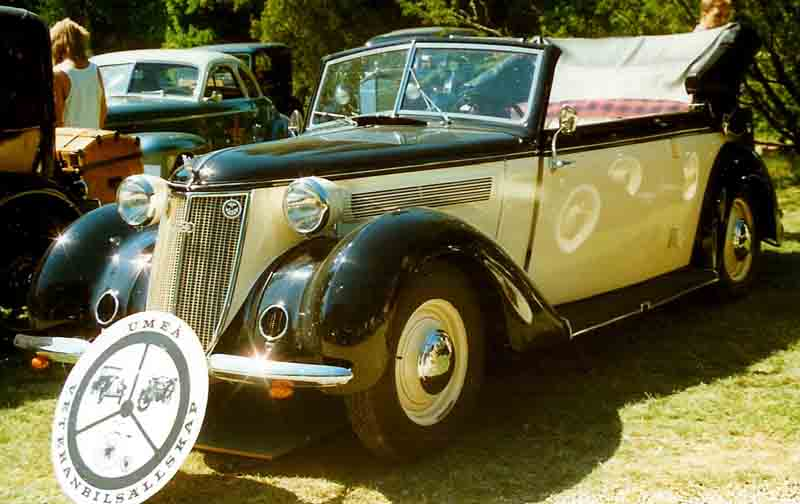
Wanderer W23 Cabriolet

Так W23 оснащувався кузовами лімузин і кабріолет, а також новинкою для фірми — кузовом універсал, який був зроблений за мотивами американських «woodie».

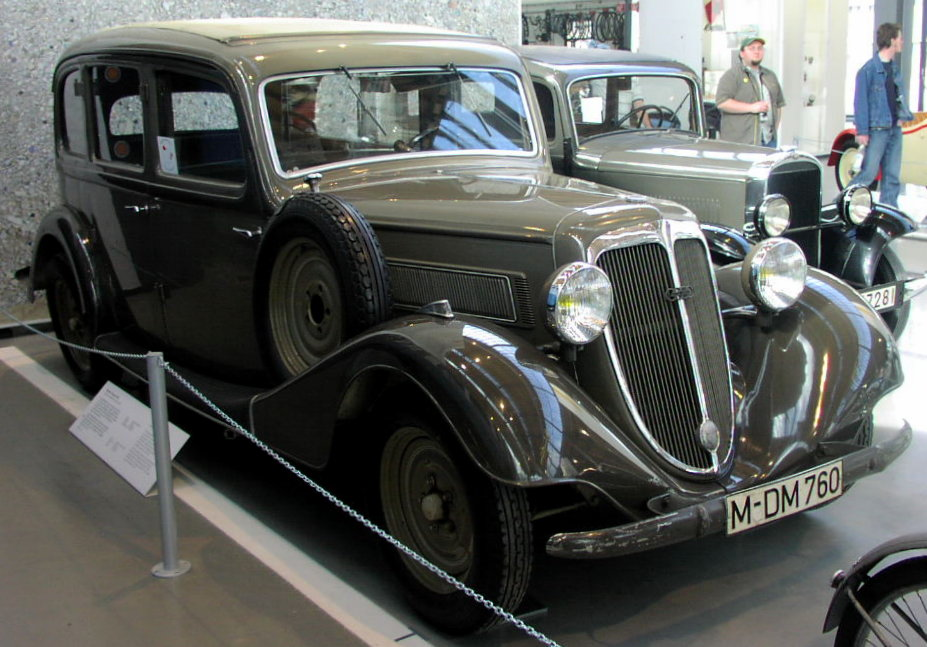
Wanderer W26 Pullmann-Limousine

W26 з'явився восени 1937 року, він замінив собою W50. W26 мав подовжену на 25 см базу в порівнянні з W23. Ця модель оснащувалася кузовами типу 4-дверний фаетон і пульманн-лімузин більш класичного дизайну.
W52 був на 10 см довшим у базі, ніж двадцять третя модель, головною відмінністю від W23/W26 була наявність задньої підвіски на хитних важелях. Стилістично машини повторювали модель W51S, маючи в наявності 2-дверний кабріолет і 6-віконний пульман-лімузин. Однак W52 через свою відносну дорожнечу особливого попиту не мав: продавши 1400 машин за рік, її зняли з виробництва в тому ж 1937 році.

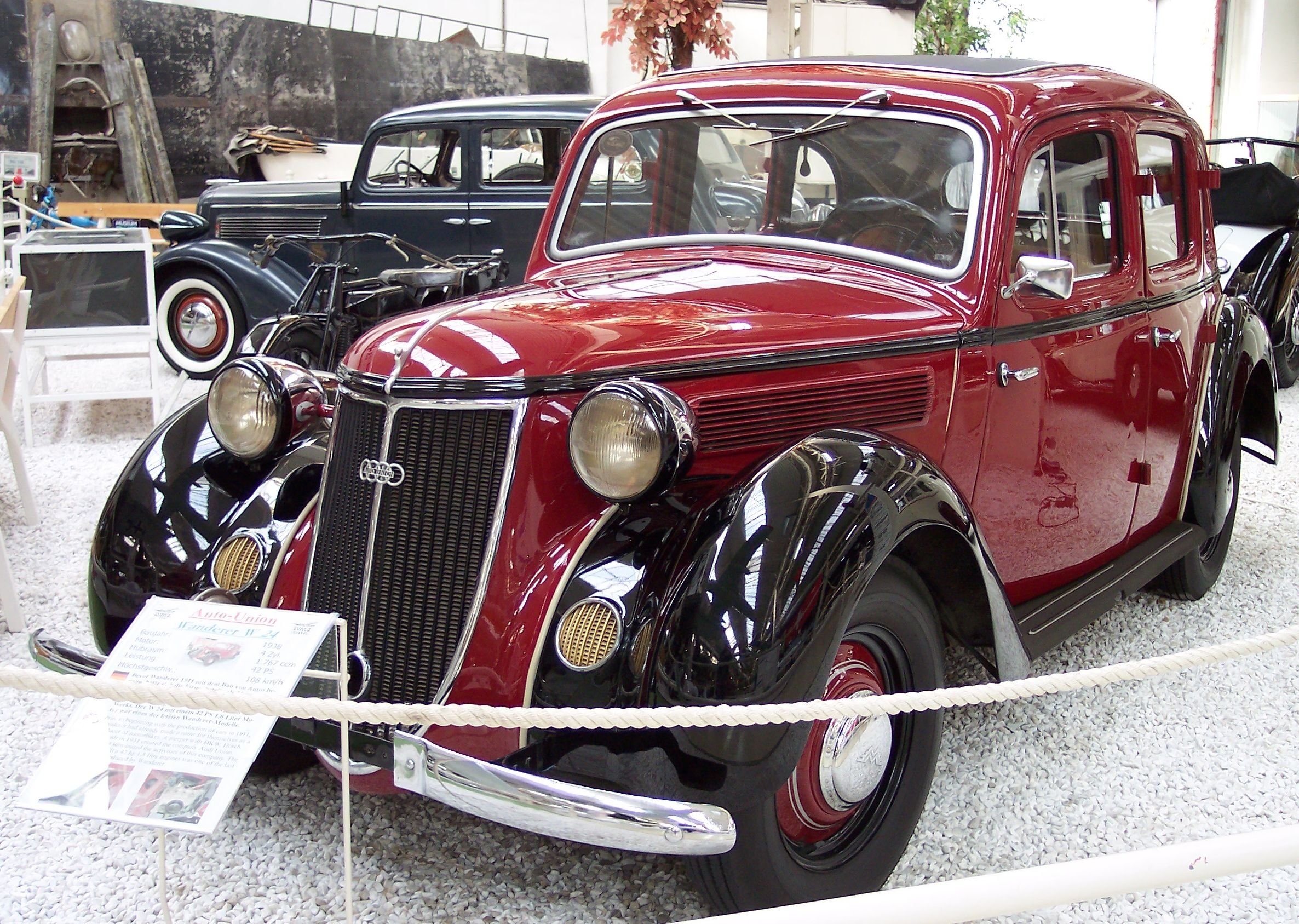
Wanderer W24 Tourenwagen

Одночасно з ними дебютувала 4-циліндрова модель W24. 4-циліндрові моделі не пропонувалися з кінця 1932 року, але тут фірма вирішила розширити модельний ряд більш доступними автомобілями. Машина була побудована на скороченому на 30 см шасі W23. Мотор був об'ємом 1.8 л і потужністю 42 к.с., інша технічна начинка повторювала старшу модель. Кузовний ряд був досить широкий і включав у себе чотири варіанти: 4-дверний фаетон, 2-дверний лімузин, 4-дверний лімузин і 2-дверний кабріолет.
Тоді ж починаються поставки військовим — штабні 3.0-літрові моделі W11 Kfz12 Kübelwagen.
У 1938 році у виробничій програмі залишаються W23, W24, W25K і W26. Моделі 1937 року не зазнали змін, але у W25K компресорний двигун замінюється атмосферним, 40-сильним. Справа в тому, що компресорний двигун не витримував постійної високої швидкості і його клинило. Машина з новим мотором отримала індекс W25, таких було випущено 37 штук. До речі, часто власники Wanderer W25K встановлювали під капот більш надійні і не менш потужні двигуни фірм «Форд» або «Опель». 1938 рік став останнім для W25K/W25.

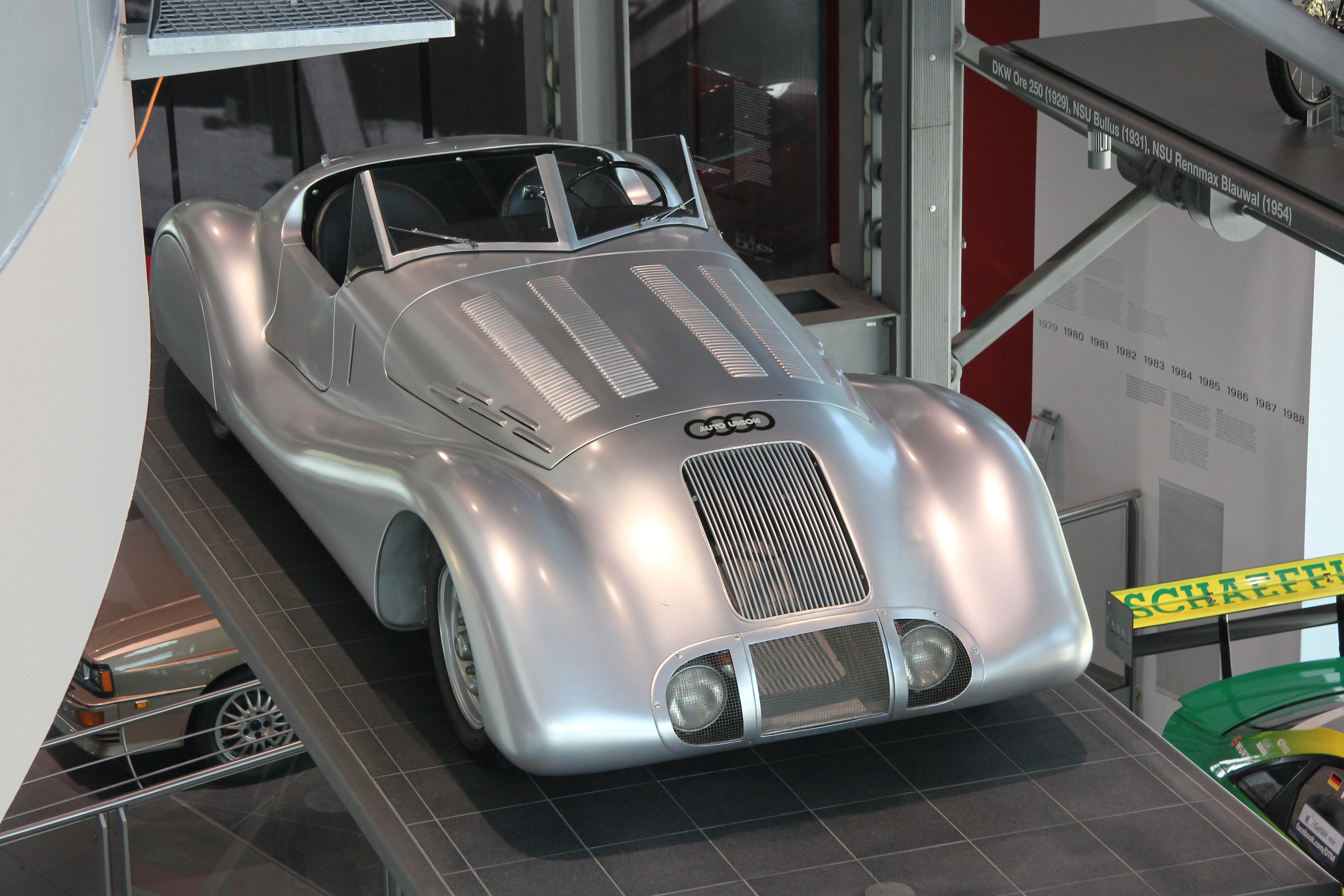
Wanderer W25К Stromlinen Spezial

У 1938 році Wanderer підготував 3 машини для марафону Льєж-Рим-Льєж. Вони були побудовані на шасі W25K і отримали обтічні алюмінієві кузови. У 1938 році дві машини фінішували, одна зійшла з дистанції за 30 км від фінішу через поломку розподільчого вала. У 1939 році з 51 машин до фінішу прийшли 21, з них 3 машини були марки Wanderer. Екіпажі Момбергера-Вайдауер і Мюллер-Менц прийшли одночасно до фінішу і зайняли четверте місце, а Трягнер-Фрітцшінг зайняли 12 місце.

## Припинення виробництва автомобілів
Серійне виробництво легкових автомобілів зупинилося в 1940 році, коли завод перейшов на виробництво гірокомпасів до підводних човнів, шифрувальних і друкарських машин, велосипедів. Верстатобудівне виробництво перейшло на випуск устаткування для виробництва двигунів для танків. Однак, окрім W11 Kübelwagen і Wanderer 901 Typ 40, що з'явився в 1940 році, у виробництві залишилася модель W23, яку випускали до 1942 року на замовлення імперської служби праці (Reichsarbeitsdienst).
У вересні 1944 року основна територія заводу піддається великому бомбардуванню, не дивлячись на те, що на підприємстві трудяться військовополонені і викрадені на роботи жителі європейських держав. Виробництво переноситься в приміщення старих заводів. У червні 1945 року все вціліле обладнання конфіскується і відправляється як репарації в СРСР. Фірма починає виробляти різні речі для народного споживання.
У червні 1946 року завод націоналізується, автомобільне і верстатобудівне відділення перейменовується в VEB Wanderer- Fräsmaschinenbau Siegmar-Schönau, а конторське відділення — в VEB Wanderer-Continental Büromaschinenwerk. У цей час у Західній Німеччині, в Мюнхені, куди втекло колишнє керівництво заводу Wanderer, засновується нове підприємство — Wanderer-Werke AG München Haar. Главою фірми став колишній член правління «Ауто Юніон» — Герман Грешлер, якому допомагає Йоганн Вінклхофер, який з 1916 року володіє фірмою, що займається виробництвом ланцюгів, — IWIS, до речі, фірма існує дотепер, і, наприклад, вони постачають газорозподільні ланцюги для BMW. Через рік майже 90-річний Вінклхофер помирає.
У 1950 році починається виробництво велосипедів і верстатів, тоді ж починається і випуск офісної техніки, правда, в дочірньому підприємстві, яке стало називатися Unternehmen Exacta Büromaschinen GmbH. У 1968 році Unternehmen Exacta Büromaschinen GmbH перетворилася в самостійну компанію — Nixdorf Computer AG.
Верстатобудівне відділення було поглинуте в 1981 році американо-корейською фірмою Tong, велосипеди ж марки Wanderer з 2006 року випускаються фірмою Zwei plus zwei GmbH за ліцензією Wanderer-Werke AG, яка сама вже не займається їх виробництвом. У 2010 році управління фірмою Wanderer-Werke AG, яка до цього часу займається поштовими послугами, продажами автомобільних запчастин та пакувальної тари, взяв на себе банкротний керуючий.
Що стосується історичних заводів, які були в місті Хемніц, то і тепер вони успішно існують під назвою StarragHeckert GmbH, належачи швейцарському капіталу.
Ні у ФРН, ні в НДР у післявоєнний час не знайшлося бажання і можливостей для відродження автомобільної марки Wanderer.

## Список автомобілів Wanderer
- 1912 — Wanderer W1
- 1913 — Wanderer W2
- 1914 — Wanderer W3
- 1919 — Wanderer W4
- 1921 — Wanderer W6
- 1923 — Wanderer W9
- 1925 — Wanderer W8
- 1926 — Wanderer W10/I
- 1927 — Wanderer W10/II
- 1928 — Wanderer W11
- 1930 — Wanderer W10/IV
- 1931 — Wanderer W14
- 1932 — Wanderer W15
  - Wanderer W17
  - Wanderer W20
- 1933 — Wanderer W21
  - Wanderer W22
- 1935 — Wanderer W235
  - Wanderer W240
  - Wanderer W245
  - Wanderer W250
- 1936 — Wanderer W35
  - Wanderer W40
  - Wanderer W45
  - Wanderer W50
  - Wanderer W51 Spezial
  - Wanderer W25K
- 1937 — Wanderer W23
  - Wanderer W26
  - Wanderer W52
  - Wanderer W24
  - Wanderer W11 Kfz12 Kübelwagen
- 1938 — Wanderer W25
- 1940 — Wanderer 901 Typ 40